# طوطی نوک‌پهن
طوطی نوک‌پهن (نام علمی: Lophopsittacus mauritianus) نام یک گونه منقرض‌شده از تیره طوطیان سبز است. ابن گونه بوم‌زاد جزایر ماسکارین از کشور موریس بوده است. طوطی نوک تیز دارای سری به نسبت بدنی بزرگ داشته است. پشت این پرنده بسیار دراز بوده است، و شباهت‌های بسیاری به مکائو سنبلی داشته است. در فسیل‌هایی که از این گونه به دست آمده است نشان می‌دهند که دودیسی جنسی تقریباً‍ً در این گونه وجود نداشته است. این گونه بر اثر گونه‌های مهاجم غیر بومی و جنگل زدایی بیش از حد از بین رفت.